# Bobbi Salvör Menuez
Pour les articles homonymes, voir India et Menuez.
Bobbi Salvör Menuez, née le 8 mai 1993 à Brooklyn sous le nom de India Salvör Menuez, est une actrice, scénariste et modèle américaine,.

## Biographie
En 2019, Bobbi Salvör Menuez fait son coming-out non-binaire.

## Filmographie

### Comme actrice
- 2009 : Runaround (court métrage) : Jean-Marie
- 2010 : Crocker (court métrage) : Libby
- 2012 : Après Mai d'Olivier Assayas : Leslie
- 2014 : Uncertain Terms de Nathan Silver : Nina
- 2014 : A Day to Kill (Mall) de Joe Hahn : Adelle
- 2014 : Lonely Hearts Club (court métrage) : India
- 2014 : Lollipop (court métrage) : India
- 2015 : Girls (série télévisée) : India Menuez
- 2015 : I Remember Nothing (court métrage) : Joan
- 2015 : The Breakup Girl : Kendra Baker
- 2015 : Transparent (série télévisée) : Bella (3 épisodes)
- 2015 : Self Aware (court métrage) : India Menuez
- 2015 : Family Tree (court métrage) : India Menuez
- 2016 : White Girl d'Elizabeth Wood : Katie
- 2016 : My First Kiss and the People Involved : Sam
- 2016 : Nocturnal Animals de Tom Ford : Samantha Morrow
- 2016 : Eugenia and John : Ana
- 2016 : The San San Trilogy
- 2017 : Landline de Gillian Robespierre : Sophie
- 2016-2017 : I Love Dick (série télévisée) : Toby (8 épisodes)
- 2017 : The Cost of Change (court métrage) : India Menuez
- 2017 : Cheer Up Baby (court métrage) : Anna
- 2018 : Caprice : India
- 2018 : Under the Silver Lake de David Robert Mitchell : Shooting Star
- 2014 : Visions (court métrage) : Cloudling Cypher 1
- 2016 : Technology : She
- 2018 : Diamond Soles : Mary Ellen
- 2018 : Adam : Gillian
- 2018 : Grind Reset Shine : India
- 2024 : La Chambre d'à côté (The Room Next Door) de Pedro Almodovar : Bobbi

### Comme scénariste
- 2016 : Technology